# Litijum triborat
Litijum triborat (LiB3O5) ili LBO je nelinearni optički kristal. On ima širok opseg transparentnosti, umereno visoko nelinearno sprezanje, visok prag oštećenja i poželjna hemijska i mehanička svojstva. Ovaj kristal se često koristi za generisanje drugog harmonika (SHG, takođe poznato kao udvostručavanje frekvencije), na primer za Nd:IAG lasere (1064 nm → 532 nm). LBO može biti kritički i nekritički fazno usklađen. U poslednjem slučaju kristal mora da se zagreje ili ohladi u zavisnosti od talasne dužine.
Litijum triborat su otkrili i razvili Čen Čuangtijan i drugo osoblje sa Fuđenskog instituta za istraživanje strukture materije Kineske akademije nauka. Ovaj materijal je bio patentiran.

## Spoljašnje veze
- LBO Crystal (Lithium Triborate) at www.redoptronics.com